# Thorsten Koy
Thorsten Koy (* 20. Oktober 1964) ist ein ehemaliger deutscher Fußballspieler.

## Sportliche Laufbahn

### Vereinskarriere
Koy spielte Anfang der 1980er-Jahre für den SC Concordia Hamburg in der damals drittklassigen Amateur-Oberliga. Im März 1983 nahm er wie sein Mannschaftskamerad beim SC Concordia, Jörg Steffens, an einem Probetraining des Bundesligisten Borussia Dortmund teil. Im Oktober 1984 erlitt Koy einen Schien- und Wadenbeinbruch.
Der beruflich als Klempner und Installateur tätige Spieler wechselte im Sommer 1986 vom SC Concordia zum Zweitligarückkehrer FC St. Pauli. Der Stürmer kam in den Spielzeiten 1986/87 und 1987/88 auf insgesamt 29 Zweitligaeinsätze für St. Pauli. Im Mai 1988 gelang ihm mit den Hamburgern der Aufstieg in die Bundesliga, Koy hatte im Aufstiegsspieljahr elf Spiele für St. Pauli bestritten.
Anschließend ging er zu Concordia zurück und wechselte 1990 weiter zu Altona 93. 1991 unterschrieb er einen Vertrag beim VfB Lübeck, zog seine Zusage aber zurück. Eine daraufhin angestrengte Klage des VfB mit dem Ziel, Koy zu sperren lassen, wies der Norddeutsche Fußball-Verband zurück, im Herbst 1991 sperrte ihn das Bundesgericht des Deutschen Fußball-Bunds bis Ende des Jahres. 1993 stieg er mit Altona in die Verbandsliga ab und gehörte in der höchsten Hamburger Spielklasse ebenfalls zum Aufgebot des Vereins.

### Auswahleinsätze
Er wurde unter anderem im April und September 1982 in die U-16- und im Mai 1983 in die U-18-Nationalmannschaft des DFB berufen.
Mit der deutschen Jugendauswahl belegte er bei der U-16-EM 1982 im Mai den 2. Platz in Italien. Koy bestritt ebenfalls Spiele für die Hamburger Amateurauswahl.

## Trainerlaufbahn
Später war er bei Altona sowie bei Eintracht Norderstedt Co-Trainer und Trainer beim Linauer SV.